# ГЕС Девіл-Каньйон
ГЕС Девіл-Каньйон — гідроелектростанція у штаті Каліфорнія (Сполучені Штати Америки). Використовує ресурс, поданий по Каліфорнійському акведуку, який постачає на південь воду зі спільної дельти річок Сакраменто та Сан-Хоакін, котрі впадають до затоки Сан-Франциско.
Відібрана у дельті Сакраменто вода транспортується уздовж західної сторони Центральної долини, витягнутої на сотні кілометрів в меридіональному напрямку між Береговими хребтами та горами Сьєрра-Невада. У підсумку за допомогою насосної станції Едмонстон відбувається більш ніж півкілометровий підйом, що дозволяє перейти через водорозділ та подати ресурс до розташованого на південний схід від долини безсточного басейну пустелі Мохаве. Траса акведука продовжується по її західній стороні під Поперечними хребтами (гірська система, що продовжує Берегові хребти), проходячи на своєму шляху через водосховище Сильвервуд. Останнє створене на Вест-Форк-Мохаве-Рівер (лівий витік Мохаве-Рівер) за допомогою земляної/кам'яно-накидної греблі Чедар-Спрінгс висотою від тальвегу 65 метрів, довжиною 686 метрів та товщиною по гребеню 13 метрів. Утримуваний нею резервуар має площу поверхні 4 км2 та об'єм 96,2 млн м3.
Із сховища Сильвервуд на захід під водорозділом Поперечних хребтів прокладено дериваційний тунель довжиною 6 км, який виходить у сточище струмка Девіл-Каньйон-Крік на правобережжі річки Санта-Ана. Далі по схилу спускаються два напірні водоводи довжиною біля 2 км, котрі подають ресурс до машинного залу.
Основне обладнання ГЕС становлять чотири турбіни типу Пелтон — дві потужністю по 59,8 МВт та дві з показником 78,3 МВт. Вони використовують напір у 460 метрів та в 2017 році забезпечили виробіток 1,5 млрд кВт-год електроенергії.
Відпрацьований ресурс спрямовується на водопостачання району Сан-Бернардіно.
Можливо також відзначити, що дещо раніше по трасі Каліфорнійського акведука з нього відбирається ресурс для живлення подібної схеми (ГЕС William E. Warne), а на початковому етапі цієї грандіозної споруди працює ГАЕС W R Gianelli (остання, втім, не здійснює деривацію до тихоокеанського узбережжя).